# ARF4
ARF4‏ (ADP ribosylation factor 4) هوَ بروتين يُشَفر بواسطة جين ARF4 في الإنسان.